# Anémie de Fanconi
Ne doit pas être confondu avec Syndrome de Fanconi.
 Mise en garde médicale
L’anémie de Fanconi est une maladie génétique rare faisant partie des syndromes d'insuffisance médullaire héréditaires (en anglais : Inherited Bone Marrow Failure syndromes). Elle touche les deux sexes et son diagnostic n'est souvent fait qu'au stade d'apparition de l'insuffisance médullaire ; l'évolution hématologique se fait vers une aplasie médullaire sévère ou une leucémie. Le seul traitement repose sur la greffe de moelle. Elle doit son nom au pédiatre suisse Guido Fanconi qui a décrit cette maladie.
Le tableau clinique associe une petite taille, des malformations congénitales, des signes cutanés, l'apparition secondaire d'une insuffisance médullaire et un risque augmenté de leucémie et de cancer.

## Autres noms
L'anémie de Fanconi est le nom le plus utilisé (Fanconi Anemia dans la littérature anglophone). 
Le terme anémie apparaissant très réducteur, si on considère la sévérité potentielle du phénotype, on  tend actuellement à préférer le nom de Maladie de Fanconi; c’est le choix qu’a fait en France l’association de patients (Association Française de la Maladie de Fanconi).
D’autres appellations comme la pancytopenie congénitale de Fanconi ou l’anémie perniciosiforme infantile familiale sont désuètes et ne sont plus utilisées.

## Nosologie
L'anémie de Fanconi appartient à plusieurs groupes de maladies :
- les aplasies médullaires constitutionnelles ; c'est en pratique la plus fréquente d'entre elles
- les syndromes de cassures chromosomiques
- les prédispositions aux leucémies
- les syndromes familiaux de cancers

## Historique
L'anémie de Fanconi a été décrite par Guido Fanconi (1892-1979), grand pédiatre suisse, qui a décrit cette maladie chez des enfants provenant de vallées alpines où la consanguinité (qui augmente la fréquence des maladies génétiques de transmission autosomique récessive), favorisée par l'isolement géographique, était fréquente ; la maladie a été initialement décrite chez 3 frères sous le nom d'« anémie pernicieuse » (terme qui à l'époque qualifiait les anémies ne répondant pas à un traitement par le fer).

## Étiologie
Maladie génétique de transmission autosomique récessive (sauf pour les très rares patients du type B), associée à une instabilité chromosomique, l'anémie de Fanconi (AF) est marquée par une grande hétérogénéité phénotypique. À cette hétérogénéité clinique, correspond également une hétérogénéité génétique. Le nombre de gènes Fanconi est en augmentation régulière et à ce jour on connaît 19 gènes dont des mutations sont responsables de la maladie. Il reste environ 5 % des patients pour lesquels nous n'avons pas encore connaissance du gène impliqué, ce qui induit que d'autres gènes peuvent être encore découvert.
Ces gènes sont appelés FANCA, FANCB, FANCC, FANCD1  (également connu sous le nom BRCA2 ce gène est impliqué dans les cancers du sein familiaux), FANCD2, FANCE, FANCF, FANCG, FANCI, FANCJ (BRIP1), FANCL, FANCM, FANCN (PALB2), FANCP (SLX4), FANCS (BRCA1), RAD51C, and XPF. Ils sont tous portés par des autosomes, sauf le gène FANCB qui est porté par le chromosome X, expliquant pourquoi les patients de ce type sont tous des garçons ; c'est le seul groupe pour lequel la transmission est liée au sexe. Pour un malade donné, un seul gène est impliqué et les 2 copies du gène doivent chacune porter une mutation ; une de ces copies provient du père, l'autre de la mère.
Le gène le plus souvent en cause est le gène FANCA impliqué chez deux-tiers des patients. Des mutations de FANCA,  FANCC, FANCG ou FANCD2 sont retrouvées chez plus de 90 % des patients. Les autres gènes sont très rarement en cause avec pour certains d'entre eux moins de 5 malades connus.
L'hypothèse que tous ces gènes étaient impliqués dans une voie métabolique commune a pu être confirmée avec l'identification du gène FANCD2 qui est le gène le plus conservé au cours de l'évolution ; la plupart des protéines codées par les gènes FA (FancA, FancB, FancC, FancE, FancF et FancG) appartiennent en effet à un complexe protéique, dit "FA core complex", dont la fonction est de mono-ubiquitiner, et ainsi d'activer, la protéine FancD2 ; cette dernière intervient dans les processus de réparation de l'ADN (réparation des cassures double-brin) qui permettent le maintien de l'intégrité du génome.

## Incidence & prévalence
L'anémie de Fanconi a été décrite dans tous les groupes ethniques, son incidence est estimée à 1/160 000 naissances.
Elle touche les enfants et les adultes de toutes origines ethniques. C'est l'une des anémies congénitales conduisant à une aplasie médullaire (anémie aplasique). C'est un état primaire autosomal récessif. Il y a au moins 8 gènes dont les mutations peuvent provoquer la maladie : A, C, D1, D2, F, G, L, et B. FANCB est l'unique exception d'anémie de Fanconi autosome récessive, car le gène est situé sur le chromosome X. Comme il s'agit d'un trouble autosome récessif, pour qu'un enfant soit atteint, il faut que les deux parents aient le trait. Si les deux parents sont porteurs, il y a 25 % de risque à chaque grossesse de la mère d’avoir un enfant atteint. Environ 1 000 personnes dans le monde sont atteints de cette maladie.  La fréquence des porteurs du trait dans la population juive ashkénaze est d'environ 1/90. Un conseil génétique et un test génétique sont recommandés dans les familles susceptibles d'être « porteuses » de l'anémie de Fanconi. 
Comme pour toutes les maladies récessives, sa fréquence est augmentée en cas de consanguinité. Un effet fondateur peut ainsi être décelé pour des sous-groupes de population. Par exemple, pour les juifs ashkénazes de New York, le gène en cause est le plus souvent FANCC et certaines mutations de ce gène sont, dans cette population, identifiées avec une grande fréquence. De même une mutation bien précise du gène FANCA est trouvée chez la quasi-totalité des patients d'origine Boer en Afrique du Sud.

## Description
Il existe une très grande hétérogénéité phénotypique : le tableau clinique est très variable d'un patient à un autre et ceci est également vrai au sein d'une même famille.
Les principaux signes cliniques sont :
- la petite taille : elle débute pendant la vie utérine (retard de croissance intra-utérin) et les enfants naissent petits. Dans la grande majorité des cas le retard de croissance est modéré (1 à 2 écarts-types) mais il peut être plus marqué chez certains patients ;
- les malformations congénitales : elles sont très variables. Les plus fréquentes siègent au niveau du visage (microcéphalie et aspect particulier de la face) et de la colonne radiale : anomalies des pouces ou des radius. Elles peuvent aussi toucher les reins et l'appareil urinaire, les organes génitaux, le tube digestif, le cœur, les yeux, l'appareil auditif, le système nerveux central, les glandes endocrines, les os…
- bien qu'il existe une microcéphalie, il n'y a pas, le plus souvent, de retard du développement psychomoteur ou intellectuel ; celui-ci est néanmoins possible pour une minorité des cas et s'associe en règle à des formes sévères sur le plan malformatif ;
- les signes cutanés associent des taches café-au-lait, des taches achromiques et une mélanodermie. Ils s'accentuent au cours du temps.

Les signes hématologiques apparaissent en médiane vers l'âge de 7-8 ans. Les premiers signes sont des cytopénies (baisse du taux des cellules sanguines): anémie, neutropénie ou thrombopénie. Progressivement s'installe une aplasie médullaire  sévère responsable d'une pancytopénie à l'origine d'infections répétées et de besoins en transfusions. Plus de 90 % des patients ont évolué vers une aplasie avant l'âge de 20 ans. Une leucémie aiguë, le plus souvent de type myéloblastique, peut venir compliquer cette évolution.
Les cancers, de siège varié, se voient dans trois circonstances :
- chez des petits enfants, âgés de moins de 5 ans, en cas de mutation des gènes FANCD1/BRCA2, FANCJ/BRIP1 et FANCN/PALB2. Les mutations de ces 3 gènes, par ailleurs tous impliqués dans les prédispositions familiales aux cancers du sein, concernent moins de 5 % des patients ;
- chez des patients de plus de 20 ans, qui ont pu survivre au-delà de l'adolescence grâce à une greffe de moelle ;
- rarement, chez des patients adultes en situation de mosaïcisme génétique, chez qui le diagnostic d'anémie de Fanconi n'avait pas été porté le plus souvent jusque-là.

## Diagnostic
Le diagnostic est souvent évoqué cliniquement mais malheureusement, pour beaucoup de patients, il ne l'est qu'au stade de l'insuffisance médullaire.
Devant un tableau d'aplasie médullaire de l'enfant, l'élévation de l'alpha-fœto-protéine sanguine et du taux d'hémoglobine fœtale sont des arguments pour une AF.
L'hypersensibilité cellulaire aux agents pontant l'ADN est à la base du diagnostic biologique et le test de cassures chromosomiques reste indispensable pour affirmer un diagnostic d'AF. On recherche l'existence de cassures chromosomiques spontanées et, surtout, l'augmentation du nombre de ces cassures après exposition à un agent dit « cassant » : caryolysine, cyclophosphamide… Certaines figures chromosomiques, dont l'apparition est secondaire aux cassures : figures tri-radiales et tétra-radiales, sont aussi caractéristiques pour le cytogénéticien.
De façon rare, ce test de cassure peut être normal dans le sang du fait d'une réversion génétique (mosaïcisme somatique).
Plus récemment un nouveau test diagnostique, dont la mise au point a été possible grâce à la compréhension de la voie Fanconi, a montré son intérêt : le test FancD2. Il se fait sur les lymphocytes du sang mais aussi sur les fibroblastes obtenus après biopsie de peau ; cette dernière approche permet le diagnostic des formes avec réversion génétique.

## Traitement & prise en charge
La greffe allogénique de cellules souches hématopoïétiques (CSH) reste à ce jour le seul traitement de l'anémie de Fanconi.
Les CSH peuvent provenir de la moelle d'un donneur apparenté (frère ou sœur) ou non apparenté (donneur volontaire de moelle inscrit sur un fichier) ; elles peuvent aussi provenir d'un sang de cordon qui peut être d'origine familiale ou non apparentée (banque de sang de cordons).
La greffe corrige l'insuffisance médullaire et permet la survie des patients. Elle ne corrige pas, bien sûr, les autres manifestations. Elle ne met pas non plus à l'abri du développement de cancers. Les résultats de ces greffes, en particulier pour les greffes faites avec des donneurs non apparentés, s'améliorent actuellement grâce à l'utilisation de nouveaux conditionnements, à base de fludarabine, et sans cyclophosphamide ni irradiation.
En cas d'impossibilité de réalisation d'une greffe, un traitement par androgènes peut corriger en partie l'insuffisance médullaire. Son effet est le plus souvent limité dans le temps ; par ailleurs la toxicité des androgènes est importante: virilisation et induction de tumeurs du foie.
La prise en charge des patients fait par ailleurs intervenir de nombreux spécialistes d'organe qui vont traiter les conséquences des malformations existantes et assurer un suivi systématique, en particulier pour le dépistage in situ des cancers.

## Conseil génétique

### Mode  de transmission
Il s'agit d'une maladie à transmission autosomique récessive. Dans une famille où un patient est déjà atteint, les 2 parents sont a priori hétérozygotes c'est-à-dire que chacun d'entre eux a un allèle du gène impliqué muté, l'autre allèle étant normal. Le risque de naissance d'un autre enfant atteint est ainsi, à chaque naissance, de 1 sur 4.
À part, les exceptionnels patients du groupe B pour lesquels la transmission est liée au sexe (cf. supra). Seuls les garçons sont atteints, avec pour chaque garçon, 1 risque sur 2 d'être atteint; pour les filles, le risque d'hériter du chromosome X muté, et ainsi de devenir transmettrice (comme leur mère) est également de 1 sur 2.

### Diagnostic prénatal
La gravité de cette maladie justifie un diagnostic prénatal pour les familles qui le souhaitent ; ceci implique qu'elles soient demandeuses d'une interruption de grossesse si l'enfant est atteint.
Plusieurs approches sont possibles :
- la recherche de cassures chromosomiques sur le sang fœtal a été historiquement la première possibilité. Elle suppose un prélèvement de sang fœtal au niveau de la veine ombilicale. Ceci ne peut être fait que tardivement au cours de la grossesse et n'est pas dénué de risque pour la grossesse en cours ;
- dans les familles pour lesquelles on a eu le temps nécessaire pour étudier précisément la maladie et dans le cas favorable où le gène impliqué aura bien été identifié et les mutations causales déterminées de façon précise, un diagnostic moléculaire sur le fœtus devient possible. Celui-ci est faisable sur biopsie de trophoblastes (placenta) dès la 16e semaine d'aménorrhée.

L'identification précise des mutations permet aussi, le plus souvent, un diagnostic préimplantatoire lors d'une procédure de fécondation in vitro.

## Diagnostic pré-implantatoire
Toujours dans les cas pour lesquels une mutation précise a été identifiée, et si celle-ci peut être techniquement détectée de manière fiable sur une seule cellule, le diagnostic pré-implantatoire est possible. Il faut alors réaliser une fécondation in vitro puis, généralement au stade où l'embryon a 4 cellules, prélever l'une d'entre elles et faire l'analyse génétique. On réimplante ensuite un embryon dont on est certain qu'il n'est pas atteint. Dans certains cas on peut également proposer ce qu'on appelle un "double tri": on sélectionnera un embryon non atteint et également identique sur le plan HLA à un enfant atteint de la fratrie qui est candidat à une greffe de moelle. Cette procédure, quand elle est possible, est généralement celle préférée par les familles. Il faut tenir compte néanmoins de l'âge de la mère car au-delà d'un certain âge il devient difficile d'obtenir assez d'ovocytes pour que cette approche soit réalisable.

## Sources
- (en) Online Mendelian Inheritance in Man, OMIM (TM). Johns Hopkins University, Baltimore, MD. MIM Number:227650 ncbi.nlm.nih.gov
- (en) Akiko Shimamura, Lisa Moreau, Alan D'Andrea  Fanconi Anemia In : GeneReviews at GeneTests: Medical Genetics Information Resource (database online). Copyright, university de Washington, Seattle. 1997-2005. genetests.org.